# Jean-Luc Moreau (écrivain)
 (juillet 2013).
Si vous disposez d'ouvrages ou d'articles de référence ou si vous connaissez des sites web de qualité traitant du thème abordé ici, merci de compléter l'article en donnant les références utiles à sa vérifiabilité et en les liant à la section « Notes et références ».
Pour les articles homonymes, voir Jean-Luc Moreau.
Jean-Luc Moreau, né en 1947, est un écrivain et critique français.

## Biographie
Ancien membre de la revue Roman dirigée par François Coupry, Jean-Luc Moreau est connu plus particulièrement pour son essai La Nouvelle Fiction, publié aux éditions Criterion (1992) et où il rassembla des écrivains inspirés par une façon singulière d'utiliser la fiction en la détournant de ses moyens et de ses buts habituels, « pour en faire ressortir la nature et l'efficacité dans leur décapante pureté »: Patrick Carré, Georges-Olivier Châteaureynaud, François Coupry, Hubert Haddad, Jean Levi, Marc Petit, Frédérick Tristan. Ces écrivains, dans la critique contemporaine, sont parfois classés parmi les romanciers postmodernes.
On lui doit également un recueil de nouvelles, Puisqu'il y a des rêves meilleurs (1999) et des études sur Sartre, Simone de Beauvoir et, plus récemment, Albert Camus.
Traducteur de l'allemand, il a traduit notamment les Entretiens avec Thomas Bernhard, recueillis par Kurt Hofmann, publiés aux Éditions de La Table Ronde (1990).
Il est rédacteur en chef de la revue La Sœur de l'ange publiée aux éditions Hermann.
Membre du comité directeur de la Société des lecteurs de Dominique de Roux, il a dirigé le Dossier H sur Dominique de Roux publié aux Éditions L'Âge d'Homme (1997).